# ルース・グラハム
ルース・ベル・グラハム（英語:Ruth Bell Graham、1920年6月10日-2007年6月14日）、福音伝道者ビリー・グラハム夫人は、中国に生まれた。ルースの両親は長老派教会の医療宣教師で、母方の祖父はユダヤ人であった。
ホイートン大学卒業。グラハム夫妻はホイートン大学で会い、卒業直後の1943年の夏に結婚した。グラハム夫妻は5人の子供と19人の孫を与えられた。フランクリン・グラハム師は4人目の子供である。

## ミニストリー
1959年に、グラハム夫人は子供向けのクリスマスブックを書いた。それから続けて13冊の本を書いた。1996年にワシントンD.C.の国会議事堂で行われた式典でグラハム夫妻がメダルを授与された時、ビリー・グラハムのミニスリーにおけるグラハム夫人の重要な貢献が認められた。ルース・グラハムは常にビリー・グラハムの伝道活動の傍らにいて夫を助けたのである。
1950年にビリー・グラハム伝道協会（BGEA:Billy Graham Evangelistic Association）でラジオによるメディア伝道が始められた。グラハム夫人はこのラジオ番組に、Hour of Decisionと名づけた。また中国宣教師の娘としてアジアで過ごしたグラハム夫人はアジアの人々への愛を持ち続けた。グラハム夫人はビリー・グラハムに中華人民共和国への訪問を勧め、後に実現した歴史的な訪問の際に夫に同行した。